# アイルランド独立戦争
アイルランド独立戦争（アイルランドどくりつせんそう、英語:Irish War of Independence, アイルランド語:Cogadh na Saoirse）は、1919年から1921年にかけて当時イギリス領であったアイルランド島にて行われた独立戦争である。

## 概要
発端はグレートブリテンおよびアイルランド連合王国（現在のイギリス）本国政府がアイルランド統治法によって自治領成立を認めたものの、第一次世界大戦によって全計画が延期されたことである。イースター蜂起を経て、戦争終結後もイギリス領であることに不満を持ったアイルランド民族主義者らは、1919年に武装蜂起しアイルランド共和国を宣言、アイルランド独立戦争が勃発した。
1921年12月、休戦協定が結ばれ、英愛条約が締結された。アイルランド共和国はイギリス連邦の下にアイルランド自由国として成立し、形式的には独立戦争は終結したが、イギリス連邦下にあることにも不満を抱く民族主義者はアイルランド内戦を起こした。独立した南アイルランド地域と異なり、北アイルランドはイギリス統治下にとどまった。

## 影響
イギリスは「グレートブリテン及びアイルランド連合王国」から「グレートブリテン及び北アイルランド連合王国」へ国号を改称した。
現在のアイルランド共和国もイギリスとのベルファスト合意まで北アイルランドの領有権主張を続け、北アイルランド問題として血の金曜日事件や血の日曜日事件を経て1998年までもつれ込むこととなり、アイルランド民族主義者の私兵組織であるIRA暫定派も2005年から全面的な武装解除と平和的手段への転換を発表するまで緊張が続いていた。しかしながら2011年以降も、散発的な暴力事件が発生し、2013年にもベルファストの市庁舎でのイギリス国旗掲揚を中止することが議会で決定、それに反対したイギリスの領土であることを支持する立場を取っている「ユニオニスト」が議員の自宅や警官の車に放火するなど暴動事件が発生した。